# Chocolá
Chocolá est un site archéologique maya sité dans le Suchitepéquez, au Guatemala. Un village moderne du même nom se trouve aujourd'hui sur son emplacement.

## Découverte
À la fin du XIXe siècle, un complexe de plus de 100 structures fut découvert par Karl Sapper.